# Commission philanthropique de Rennes
 (janvier 2018).
La Commission philanthropique de Rennes est un corps populaire révolutionnaire créé à Rennes en marge des administrations locales de la Révolution française pour assister un envoyé du pouvoir central dans l'examen du sort des détenus de toutes conditions subissant les conditions misérables des prisons de Rennes remplies par le régime de la Terreur. Dans ce but, elle obtint la collaboration des juridictions en place ainsi que du Comité Révolutionnaire de Rennes chargé du même objet, les comités de cette espèce ayant, une fois rénovés, tenu le rôle de la Commission dans la plupart des villes. Établie le 20 vendémiaire an III par un arrêté de Jean-François Boursault (1750-1842), Représentant du Peuple envoyé dans l'Ouest de la France avec mission de rétablir la paix civile, celui-ci en créa une autre à Saint-Brieuc dans un département voisin en nivôse an III, puis, ayant quitté la Bretagne, en thermidor à Avignon. Elle prit fin début ventôse an III son fondateur ayant quitté le département pour rejoindre la Convention à Paris. Praticiens du droit, libres de tout opportunisme politique, se défiant de l'arbitraire grand pourvoyeur des prisons, les commissaires proposèrent, à la manière de magistrats, un grand nombre de mesures de libération ou, à défaut, d'adoucissement du régime de détention. Quoique chaque détenu ait été considéré individuellement et sans discrimination, surtout sociale, un bilan global de son action peut être apprécié à travers le chiffre de 80 % de libération des détenus emprisonnés pour motifs politiques, de loin les plus nombreux.

## Le fonctionnement
Deux jours après sa création, la commission est « officialisée » à la mairie de Rennes dirigée alors par Leperdit ; les commissaires prêtent serment individuellement. La commission se dote d'un bureau avec président, vice-président, trésorier et secrétaire.
La commission n'exista guère plus d'un trimestre (161 jours), mais l'activité des vingt-deux Rennais répartis en quatre sections vouées aux divers lieux de détention fut intense : se réunissant presque tous les jours, la majorité de cette centaine de séances aboutit à 503 décisions individuelles concernant des détenus. À ces chiffres, il faut ajouter plusieurs mises en liberté surveillée de malades d'épidémie ainsi que des mises en pension d'enfants sortis des rangs des Vendéens.
Les lieux de détention de Rennes sont répartis par le sort aux quatre sections :
1. La Tour de la Montagne (ex-tour le Bât, rue des Fossés).
2. La Maison de l'Égalité (couvent de la Trinité) et Le Méen libre (asile)[1].
3. Le Bon Pasteur (ancien couvent de femmes) et le dépôt de mendicité.
4. La Maison de Justice (ancien prieuré Saint-Michel) et la Maison de la Porte Marat (Porte Mordelaise).

Plusieurs de ces commissaires étant des praticiens du droit, les décisions furent prises avec la rigueur habituelle des juristes et les arrêtés furent dotés de motifs traduisant les principes qui animaient ces hommes et leur chef. De leur propre initiative, ils dotent la commission d'un greffe et y emploient trois personnes en particulier à la tenue des registres des séances. Ces Rennais ne sortent pas de l'ombre pour cette mission puisque neuf se retrouvent dans la « liste des Rennais ayant fait acte de patriotisme entre le 15 novembre 1788 et le 9 avril 1789 » ; d'autres ont été membres de la Municipalité ou du Comité de Salut Public de 1793 et deux - Jacques Clément Troyhard et Morel - ont été députés suppléants à la Convention. Ils avaient à atténuer, autant que cela se pouvait, ce qu'il restait du passage de Carrier dans la ville, l'un des commissaires - le trésorier - ayant lui-même été incarcéré par ce citoyen de triste mémoire.
Les commissaires réunis en assemblée générale ont pris 330 arrêtés après avoir entendu lecture du rapport de la section concernée ; arrêté proposant en conclusion une mesure soumise à l'approbation d'un des Représentants du Peuple. Celui-ci a toute liberté d'infirmer cette recommandation, mais l'entérine dans la majorité des cas, soient 44 cas d'opposition sur 503. Cette approbation n'a lieu que plusieurs jours après la séance, voire deux ou trois semaines ou davantage ; avec comme signatures outre celle de Boursault, celle de Bollet, de Guermeur et de Guesno. Conformément à l'efficacité coutumière de la commission philanthropique, ses arrêtés portent en principe sur un ensemble de situations personnelles assez comparables du point de vue de la conclusion, jusqu'à 29 personnes pour un même arrêté. Ils sont d'un grand intérêt pour l'historien en ce qu'ils sont précisément motivés et comportent l'essentiel du rapport produit par les commissaires. Vingt-neuf séances ne concernant pas le sort de détenus en particulier sont enregistrées par ailleurs. Ces archives sont conservées aux Archives départementales d'Ille-et-Vilaine sous les cotes L 1555-1556, L 1135.

## Les procédures
Les détenus peuvent être l'objet de l'attention des commissaires lors de leurs visites de la prison, par interpellation, mais ils le sont plus souvent en adressant à la commission un placet appelé pétition, à moins que ce ne soit un membre de leur famille ou la municipalité de leur domicile qui en prenne le soin, implorant les vertus des commissaires destinataires. Les sœurs de Chateaubriand enfermées au Bon pasteur bénéficièrent ainsi de nombreuses pétitions d'origines diverses. Après une décision de mise en liberté rendue par un comité de la Convention dès le 6 vendémiaire an III, restée sans suite, c'est la commission philanthropique qui procèdent à leur libération le 15 brumaire.
L'interrogatoire du prisonnier à propos de son identité, des faits reprochés, de son opinion politique et de sa situation sur le plan judiciaire, est suivi des vérifications qui semblent opportunes en vue de la décision à prendre. Ces données et pièces jointes très régulièrement recueillies et consignées permettent des décisions appropriées et surtout dépourvues de l'arbitraire, celui-là même à l'origine de beaucoup de ces détentions. En tant que pièces historiques, elles permettent une connaissance précise des détenus, dans leur diversité et dans la diversité des motifs d'incarcération. Il apparaît ainsi que la plupart des durées de détention excédaient six mois et même davantage pour les détenus de droit commun. 

## Les détenus et les propositions de libération
Les 503 cas examinés se composent de 24 enfants de moins de quinze ans, 140 femmes et 339 hommes. 387 se rattachent à une des infractions d'ordre politique, la principale étant la chouannerie ou la complicité de chouannerie, avant la classe bien floue des « suspects » (102 cas), non compris les délits d'opinion, les propos anti-révolutionnaires et les refus de prêter le serment civique pour un fonctionnaire (10 cas).
Les militaires comptent pour 43 cas, principalement des actes d'insoumission et des désertions. De ce côté, 15 pour cent, ou 61 détenus libérés, l'ont été avec l'engagement de rejoindre les armées de la République, qu'ils soient déjà militaires ou soupçonnés de chouannerie. Enfin une fois écartés 47 détenus aux motifs d'incarcération incertains, restent 20 prisonniers de droit commun (4 %).
Les commissaires ont proposé et quasiment obtenu 395 libérations, soit 79 % des cas examinés, avec 67 pour cent qui ne sont assorties d'aucune condition comme celle de rejoindre l'armée, un doute subsistant sur le patriotisme des autres et donc sur le danger que le détenu présente encore pour la République. Ce taux est logiquement plus faible pour les nobles susceptibles d'être libérés (46,5 %). La formation juridique leur a permis de considérer, sans arbitraire et en enquêtant autant que nécessaire, que 97 personnes avaient été privées de liberté sans base pénale, en particulier par un mauvais usage de la loi du 17 septembre 1793 sur les suspects ; nombre dans lequel interviennent cependant une cinquantaine de laboureurs uniquement emprisonnés par un certain adjudant général Marcheret pour rendre crédible une histoire inventée à son avantage. De même, pour les quelques personnes déjà jugées notamment par le Tribunal criminel d'Ille-et-Vilaine, les commissaires vérifient les jugements et peuvent les réviser en considérant des circonstances atténuantes trop faiblement appréciées, comme la jeunesse du prévenu ou la primo-délinquance.
Rompant avec les agissements de la Terreur, les commissaires cherchèrent à rallier à la République par l'effet de leur conduite elle-même, censée la représenter dans ses vertus et particulièrement par la modération quelque peu bafouée depuis des mois et années. Pour les divers motifs de détention liés à la religion, la commission fait preuve de compréhension, de relativisation en fonction des cas et des faits attestés : aux deux extrêmes, les religieuses sont pour la plupart libérées comme utiles socialement tandis que, chez les prêtres, n'est pas sous-estimé le risque d'entretenir à nouveau le climat de sédition.
Le souci d'humanité, celui même qui a motivé la naissance de la commission, porte naturellement ses membres à l'indulgence face à tout prisonnier et ceci à proportion de la faiblesse ou fragilité supposée comme celle liée à l'âge, avancé ou tendre, en ce qu'elle atténue tant la culpabilité (circonstances atténuantes) que le risque d'un renouvellement des faits reprochés (vu la punition déjà subie en détention). Penchés sur le sort de chacun, le principe d'individualisation des peines leur permet de maintenir la rigueur - égalité devant la loi pénale - dans leur conclusion en la particularisant raisonnablement. De ce point de vue, 96,4 % des femmes suscitent une proposition de libération, contre 60 % pour les hommes une fois retirées les libérations au bénéfice de l'armée (13 %). L'état de santé se range aussi, en pratique, dans les critères d'appréciation de la faiblesse, en quelque sorte vitale, comme premier sujet d'inquiétude du détenu, bien avant l'intérêt politique. La condition de la famille et l'intérêt du retour du détenu interviennent également. C'est la conjugaison de ces critères qui explique entièrement le taux de libération élevé des ex-nobles incarcérés, taux supérieur à la plupart des autres catégories socioprofessionnelles : les 94 prisonniers ex-nobles sont principalement des  femmes et des vieillards arrêtés au motif d'être parents d'émigré.

## Sources
- Claude Champaud, Une tentative de pacification des esprits en 1794 - la Commission philanthropique de Rennes, Travaux juridiques et économiques de l'Université de Rennes, Tome XXIII, 1961.